# چارتوشووه
چارتوشووه (به لهستانی:  Czartoszowy) یک روستا در لهستان است که در گمینا ووپوشنو واقع شده‌است. چارتوشووه ۲۱۸ نفر جمعیت دارد.